# Mérei Tamás
Mérei Tamás (Szentgotthárd, 1973. augusztus 25. – 2020. október 3.) magyar gordonkaművész, a Savaria Szimfonikus Zenekar egykori igazgatója,  a Liszt Ferenc Zeneművészeti Egyetem tanára.

## Életpályája
Zenész családban született. Édesapja harsonás, édesanyja szintén csellista. Ötéves kora óta gordonkázott. Első tanárai Pálköviné Békefi Cecília és Tiboldi Istvánné voltak. A szombathelyi Zeneművészeti Szakközépiskolában Pálkövi Antal tanítványa. 1991-től Budapesten a Liszt Ferenc Zeneművészeti Főiskolán Onczay Csaba gordonkaművész, Devich Sándor és Rados Ferenc növendéke, gordonkaművész diplomáját 1996-ban szerezte. 1996-tól az Amerikai Egyesült Államokban Starker János tanítványa volt az Indiana Egyetemen. Fulbright–Soros-ösztöndíjjal képezte tovább magát a Yale Egyetemhez tartozó Julilliard School-ban Aldo Parisot és Frankl Péter irányításával. Ezekben az években már ismertségre tett szert az amerikai zenei és társasági életben. 
Európában Bonnban és Párizsban szerepelt először; számos külföldi díjban részesült. 
Magyarországra visszatérve egy műsorújság magyar változatát adta ki vállalkozóként. 2000 és 2006 között a Liszt Ferenc Zeneművészeti Egyetem tanára volt, közben a Klagenfurti Színház Zenekarának szólógordonkása. A szombathelyi zenekar 2009-es igazgatói pályázatának nyerteseként visszatért Vas megye székhelyére. 2015-ig töltötte be ezt a posztot. 2010-ben a Savaria Történelmi Karnevál Közhasznú Alapítvány kuratóriumának elnöke. Egyéb posztjai feladása után egykori konzervatóriumában volt óraadó tanár. Halála előtt szeretett volna az iskola tanári karába visszatérni. „Lehetőség szerint biztosítottunk számára néhány növendéket, akikkel nagyon szoros emberi-szakmai kapcsolatot alakított ki. Igazi sztártanárnak számított, akihez, mint neves mesterhez szívesen jöttek és jöttek volna még a növendékek, ám sajnos ezt már nem tette lehetővé egyre romló egészsége.” – emlékezett rá az igazgató, Rápli Róbert.
Híres karmesterekkel dolgozott együtt, mint Lorin Maazel, Christoph Eschenbach és Michael Tilson Thomas.
1999-ben – a világon elsőként – lemezre vette Paganini 24 hegedű capriccióját, saját átiratban.
Élénk közéleti tevékenységet folytatott.
Hosszú, súlyos betegség után hunyt el.

## Díjai, elismerései
- az országos csellóverseny I. helyezettje (1986 és 1991)
- a Popper Gordonkaverseny I. helyezettje (1994)
- a bonni Európai Zenei Tehetségek Akadémiáján Bush amerikai elnöknek és Kohl német kancellárnak adott koncertet (1992)
- 1993-ban a nemzetközi Fiatal Európai Vonósok Fesztiváljának fődíja (1993)
- 1994-95 folyamán a Classical Winter in Jerusalem (Israel), majd a Pacific Music Festival (Japán)  zenei fesztiválokon nyerte el a szólócsellista címet
- A Los Angeles-i Piatigorsky Csellófesztivál fődíja (1997-ben, résztvevőként)
- Az év vasi embere (2012)